# Großer Preis von Italien 1932

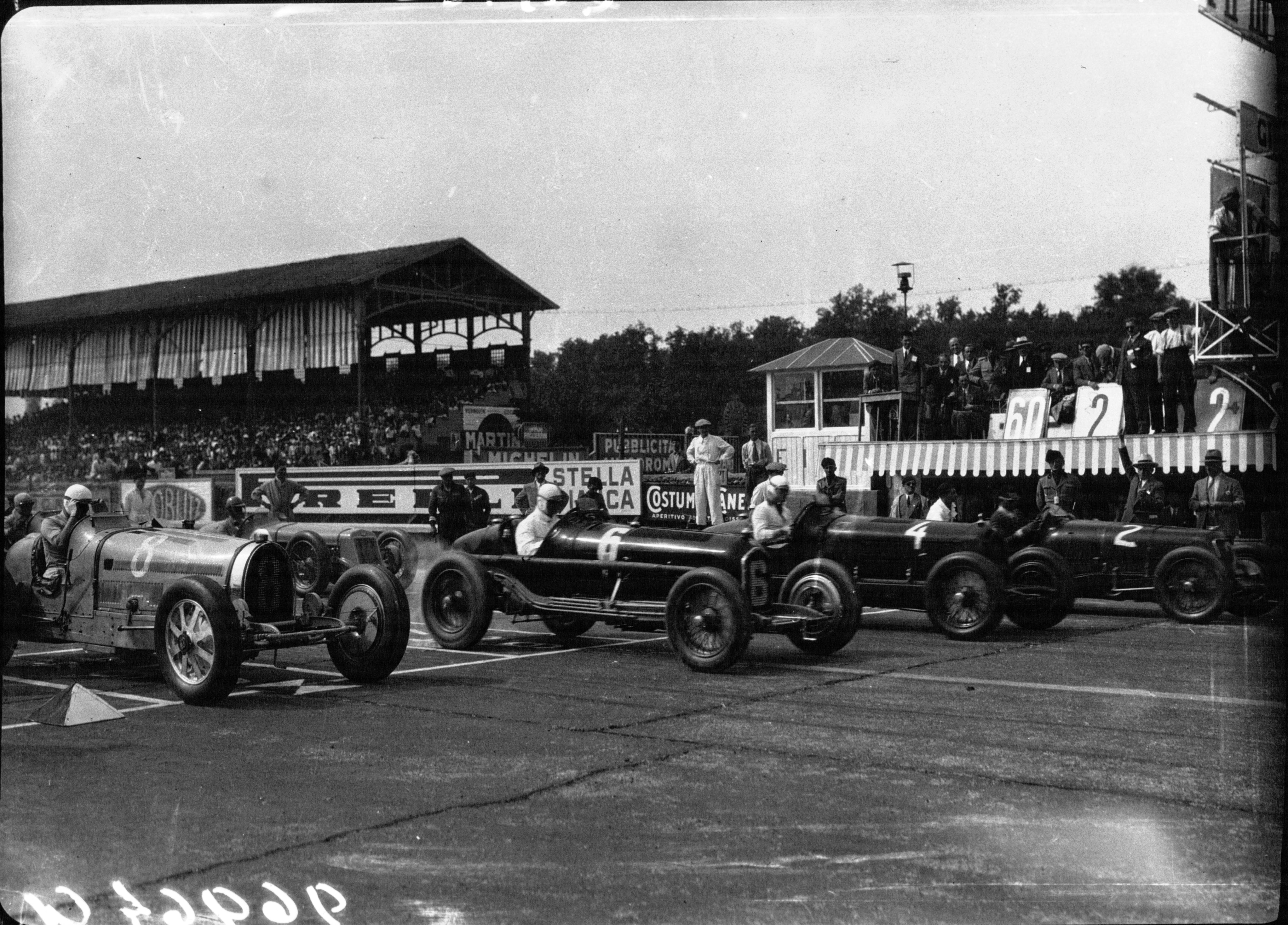
Start zum Großen Preis von Italien

Das Autodromo di Milano in seiner befahrenen Version.

Der X. Große Preis von Italien fand am 5. Juni 1932 auf dem 10,0 km langen Autodromo di Milano in Monza statt. Als Grande Épreuve war er Wertungslauf zur Grand-Prix-Europameisterschaft 1932 und wurde gemäß den dafür geltenden Bestimmungen ohne vorgegebene Rennformel für die Wagen über eine Renndauer von fünf Stunden ausgetragen.
Sieger des Rennens wurde Tazio Nuvolari auf einem Alfa Romeo Tipo B.

## Rennen
Der Große Preis von Italien von 1932 war das erste Rennen nach der erneut geänderten Internationalen Grand-Prix-Formel, bei der die Renndauer von zehn auf nun fünf Stunden verkürzt worden war. Gleichzeitig war er der Auftakt zur diesjährigen Grand-Prix-Europameisterschaft. Der Bedeutung des Rennens entsprechend waren alle drei im Grand-Prix-Sport engagierten Rennwagenhersteller mit Werksmannschaften am Start.
Ein großer Meilenstein in der Motorsportgeschichte war dabei vor allem das Debüt des neuen Alfa Romeo Tipo B, des ersten speziell für Grand-Prix-Rennen konzipierten Renneinsitzers („Monoposto“) von nur 700 kg Gesamtgewicht und mit 2,65 Liter Hubraum, gefahren von den Alfa-Romeo-Werksfahrern Tazio Nuvolari und Giuseppe Campari. Ihr Teamkollege Baconin Borzacchini, der sich mittlerweile den weniger verfänglichen Vornamen Mario Umberto zugelegt hatte, musste sich dagegen noch mit einem zweisitzigen Vorjahresmodell vom Typ Alfa Romeo „Monza“ begnügen, genauso wie Rudolf Caracciola, der in der Zwischenzeit jedoch auch offiziell bei Alfa Romeo als Werksfahrer unter Vertrag genommen worden war. Maserati präsentierte mit dem neuen doppelmotorigen 5-Liter-Modell Maserati V5 für Luigi Fagioli ebenfalls eine Neukonstruktion, die den Alfa Romeo bezüglich Motorleistung sogar übertraf, was allerdings durch ein erheblich größeres Wagengewicht kompensiert wurde. Zweiter Fahrer bei Maserati war nun Amedeo Ruggeri auf einem Maserati 26 M mit 2,8-Liter-Motor aus dem Vorjahr, nachdem kurz zuvor René Dreyfus das Team wegen unbefriedigender Ergebnisse in den Frühjahrsrennen wieder verlassen hatte. Stattdessen trat er nun auf eigene Rechnung mit Bugatti Type 51 aus dem Besitz von Louis Chiron an. Chiron selbst bildete zusammen mit Achille Varzi wieder die Stammbesatzung des Bugatti-Teams, das auf der schnellen Monza-Bahn mit zwei überschweren Bugatti Type 54 mit 5 Liter Hubraum erschien und von Albert Divo auf einem Vorjahresmodell Bugatti Type 51 verstärkt wurde.
Nach dem Start bildete sich sofort eine Spitzengruppe, in der mit den neuen Monopostos von Nuvolari und Campari, dem zweimotorigen Maserati von Fagioli und den beiden 5-Liter-Bugattis von Chiron und Varzi alle Favoriten des Rennens vertreten waren. In einer für Monza typischen „Windschattenschlacht“ mit mehreren Positions- und Führungswechseln konnte sich Fagioli schließlich ab der zehnten Runde vor Nuvolari an der Spitze zunehmend festsetzen, während hinter Campari die beiden Bugattis langsam etwas an Anschluss verloren. Zwischen dem 23. und dem 27. Umlauf folgte eine erste Runde mit Boxenstopps, in deren Verlauf Fagioli mit über drei Minuten Standzeit mehr als doppelt so viel Zeit verlor wie die beiden Alfa-Romeo-Piloten. Noch schlimmer traf es Bugatti, wo Varzi sein Auto mit Getriebedefekt ganz abstellen musste und auch Chiron wegen der körperlichen Nachwirkungen seines Unfalls im Rennen von Monaco nicht mehr weiterfahren konnte. Mit erheblichem Zeitverlust übernahm Varzi schließlich das Auto seines Teamkollegen, blieb aber wenig später mit unterbrochener Benzinzufuhr stehen.
Nachdem bei seinem zweiten Reifenstopp in der 50. Runde schließlich auch Camparis Auto mehrere Minuten benötigt hatte, um wieder in Gang zu kommen, blieben von der ursprünglichen Spitzengruppe nur noch Nuvolari und Fagioli übrig. Dessen Maserati war nun das klar schnellste Auto und machte kontinuierlich Boden gut. Nach Nuvolaris zweitem Stopp lag Fagioli sogar für kurze Zeit wieder vorn, bis auch er zum zweiten Wechsel an die Box kommen musste. Aber wieder dauerte der Stopp im Maserati-Lager deutlich länger und weil Fagioli für eine kurze Erholungspause das Auto vorübergehend an Ernesto Maserati abgegeben hatte – der neben seiner neuen Rolle als Firmenleiter und Chefkonstrukteur in der Nachfolge seines verstorbenen Bruders Alfieri auch immer noch für das Team als Ersatzfahrer tätig war – war außerdem ein weiterer Boxenaufenthalt nötig. Mit über einer Runde Rückstand nahm Fagioli schließlich die Verfolgung wieder auf, konnte sich bis zum Schluss trotz mehrerer Rekordrunden in Folge aber nur noch bis auf etwa zweieinhalb Minuten Rückstand an Nuvolari heranfahren. Nuvolari konnte damit nicht nur den Debüterfolg des neuen Alfa Romeo Monoposto, sondern auch seinen dritten Sieg innerhalb weniger Wochen auf so völlig unterschiedlichen Strecken wie dem Stadtkurs von Monte Carlo, der Targa Florio und nun der Hochgeschwindigkeitsbahn von Monza einfahren.

## Ergebnisse

### Meldeliste
| Team                       | Nr. | Fahrer                      | Info | Chassis              | Motor                                   | Reifen |
| -------------------------- | --- | --------------------------- | ---- | -------------------- | --------------------------------------- | ------ |
| SA Alfa Romeo              | 02  | Mario Umberto Borzacchini a |      | Alfa Romeo Monza     | Alfa Romeo 2.3L I8 Kompressor           | P      |
| SA Alfa Romeo              | 20  | Rudolf Caracciola           |      | Alfa Romeo Monza     | Alfa Romeo 2.3L I8 Kompressor           | P      |
| SA Alfa Romeo              | 08  | Tazio Nuvolari              |      | Alfa Romeo Tipo B/P3 | Alfa Romeo 2.6L I8 Kompressor           | P      |
| SA Alfa Romeo              | 14  | Giuseppe Campari            |      | Alfa Romeo Tipo B/P3 | Alfa Romeo 2.6L I8 Kompressor           | P      |
| SA Alfa Romeo              |     | Attilio Marinoni            | RES  |                      |                                         | P      |
| Marcel Lehoux              | 04  | Marcel Lehoux               |      | Bugatti T51          | Bugatti 2.3L I8 Kompressor              |        |
| Conte Luigi Castelbarco    | 06  | Luigi Castelbarco           |      | Maserati 26M         | Maserati 2.5L I8 Kompressor             | P      |
| Automobiles Ettore Bugatti | 10  | Louis Chiron b              |      | Bugatti T54          | Bugatti 5.0L I8 Kompressor              | M      |
| Automobiles Ettore Bugatti | 16  | Achille Varzi               |      | Bugatti T54          | Bugatti 5.0L I8 Kompressor              | M      |
| Automobiles Ettore Bugatti | 26  | Albert Divo c               |      | Bugatti T51          | Bugatti 2.3L I8 Kompressor              | M      |
| Automobiles Ettore Bugatti |     | Guy Bouriat                 | RES  |                      |                                         | M      |
| Officine Alfieri Maserati  | 12  | Luigi Fagioli d             |      | Maserati V5          | Maserati V5 5.0L V16 Kompressor         | P      |
| Officine Alfieri Maserati  | 40  | Amedeo Ruggeri              |      | Maserati 8C-2800     | Maserati 2.8L I8 Kompressor             | P      |
| Officine Alfieri Maserati  |     | Ernesto Maserati            | RES  |                      |                                         | P      |
| Luigi Premoli              | 18  | Luigi Premoli               |      | Maserati 26M         | Maserati 2.5L I8 Kompressor             | P      |
| René Dreyfus               | 22  | René Dreyfus                |      | Bugatti T51          | Bugatti 2.3L I8 Kompressor              | M      |
| Scuderia Ferrari           | 24  | Pietro Ghersi e             |      | Alfa Romeo Monza     | Alfa Romeo 2.3L I8 Kompressor           | E      |
| Scuderia Ferrari           | 28  | Eugenio Siena f             |      | Alfa Romeo Monza     | Alfa Romeo 2.3L I8 Kompressor           | E      |
| Scuderia Ferrari           |     | Antonio Brivio              | RES  |                      |                                         | E      |
| Carlo Gazzabini            | 30  | Carlo Gazzabini             | DNS  | Alfa Romeo Monza     | Alfa Romeo 2.3L I8 Kompressor           |        |
| Jean-Pierre Wimille        | 32  | Jean-Pierre Wimille         | DNA  | Bugatti T54          | Bugatti 5.0L I8 Kompressor              |        |
| Guglielmo Peri             | 34  | Guglielmo Peri              | DNA  | Bugatti T35          | Bugatti 2.0L I8                         |        |
| Emilio Romano              | 36  | Emilio Romano               | DNA  | Bugatti T35C         | Bugatti 2.0L I8 Kompressor              |        |
| Clemente Biondetti         | 38  | Clemente Biondetti          | DNA  | MB Speciale g        | Maserati 2.5L I8 Kompressor             |        |
| Hans Stuck                 |     | Hans Stuck                  | DNA  | Mercedes-Benz SSKL   | Mercedes-Benz M06 RS 7.1L I6 Kompressor | C      |

### Startaufstellung
Die Startpositionen wurden vor dem Rennen ausgelost.
| Borzacchini | Lehoux  | Castelbarco |
|             |         |             |
| Nuvolari    | Chiron  | Fagioli     |
|             |         |             |
| Campari     | Varzi   | Premoli     |
|             |         |             |
| Caracciola  | Dreyfus | Ghersi      |
|             |         |             |
| Divo        | Siena   | Ruggeri     |

### Rennergebnis
| Pos.   | Fahrer                                                       | Konstrukteur | Runden | Stopps | Zeit        | Start | Schnellste Runde | Ausfallgrund                | EM-Punkte |
| ------ | ------------------------------------------------------------ | ------------ | ------ | ------ | ----------- | ----- | ---------------- | --------------------------- | --------- |
| 01     | Tazio Nuvolari                                               | Alfa Romeo   | 83     |        | 4:57:18,800 | 4     |                  |                             | 1         |
| 02     | Luigi Fagioli Ernesto Maserati                               | Maserati     | 82     |        | + 1 Runde   | 6     | 3:19,400         |                             | 2 7       |
| 03     | Mario Umberto Borzacchini Attilio Marinoni Rudolf Caracciola | Alfa Romeo   | 82     |        | + 1 Runde   | 1     |                  |                             | 3 7 -     |
| 04     | Giuseppe Campari                                             | Alfa Romeo   | 82     |        | + 1 Runde   | 7     |                  |                             | 4         |
| 05     | René Dreyfus                                                 | Bugatti      | 82     |        | + 1 Runde   | 11    |                  |                             | 5         |
| 06     | Albert Divo Guy Bouriat Louis Chiron                         | Bugatti      | 81     |        | + 2 Runden  | 13    |                  |                             | 6 7 -     |
| 07     | Pietro Ghersi Antonio Brivio                                 | Alfa Romeo   | 79     |        | + 3 Runden  | 12    |                  |                             | 6 7       |
| 08     | Amedeo Ruggeri                                               | Maserati     | 75     |        | + 7 Runden  | 15    |                  |                             | 6         |
| 0(9) a | Eugenio Siena Antonio Brivio                                 | Alfa Romeo   | 65     |        | + 17 Runden | 14    |                  | Zündung                     | 6 -       |
| (10)   | Luigi Premoli                                                | Maserati     | 58     |        | + 25 Runden | 9     |                  |                             | 6         |
| (11)   | Rudolf Caracciola                                            | Alfa Romeo   | 57     |        | + 26 Runden | 10    |                  | Zündmagnet                  | 6         |
| —      | Louis Chiron Achille Varzi                                   | Bugatti      | 39     |        | DNF         | 5     |                  | Motor überhitzt             | 6 -       |
| —      | Achille Varzi                                                | Bugatti      | 26     |        | DNF         | 8     |                  | defekte Kraftübertragung    | 6         |
| —      | Marcel Lehoux                                                | Bugatti      | 20     |        | DNF         | 2     |                  | ausgeschlagene Pleuelstange | 6         |
| —      | Luigi Castelbarco                                            | Maserati     | 19     |        | DNF         | 3     |                  | Unfall                      | 6         |